# Distrikt Lahad Datu
Der Distrikt Lahad Datu ist ein Verwaltungsbezirk im malaysischen Bundesstaat Sabah. Verwaltungssitz ist die Stadt Lahad Datu. Der Distrikt ist Teil des Gebietes Tawau Division, zu dem die Distrikte Kunak, Lahad Datu, Semporna und Tawau gehören. Die Stadt liegt im Osten von Sabah, Malaysia, an der Nordseite der Darvel Bay.

## Demographie
Lahad Datu hat 229.138 Einwohner (Stand: 2020). Die Bevölkerung des Distrikts betrug laut der letzten Volkszählung 199.830 Einwohner (Stand: Zensus 2010). Wie in vielen anderen Distrikten Sabahs gibt es auch hier eine beträchtliche Anzahl illegaler Immigranten aus den nahegelegenen Philippinen, vor allem aus Sulu und Mindanao, die in der Bevölkerungsstatistik nicht verzeichnet sind. Lahad Datu ist Heimat einer beträchtlichen Anzahl von Bajau und Malaien von den Kokosinseln, die in den 1950er Jahren hier angesiedelt wurden, als die Kokosinseln Teil von Australien wurden.
Die Bevölkerung des Distrikts verteilt sich folgendermaßen auf die größeren Gemeinden und das Gesamtgebiet des Distrikts:
| Distrikt Lahad Datu | 199.830 Einwohner |
| ------------------- | ----------------- |
| Lahad Datu          | 27.887            |
| Tungku              | 1085              |
| übriges Gebiet      | 170.858           |

## Verwaltungssitz
Verwaltungssitz des Distrikts ist die Stadt Lahad Datu.